# Антоні Бещад
Антоні Бещад (нар. 10 березня 1915, Недзвяда, пом. 1 лютого 1980, Краків) — польський скульптор.
Його скульпторський талант розкрився в рідному селі, де він як художник-самоучка вирізав мініатюри з дерева. Тоді його помітив Єжи Фіріх, професор Ягеллонського університету. У 1936 році завдяки допомозі Фієріха Антоній Бещад був прийнятий до Державної школи деревообробної промисловості в Закопане (пізніше Комплекс художніх шкіл Антонія Кенара), де почав вивчати скульптуру у Романа Ольшовського. У 1939 році, після закінчення школи, був негайно призваний на військову службу до 16-го полку піхоти в Тарнові. Після Вересневої кампанії повернувся до рідного дому, де розпочав самостійну скульптурну роботу. Приєднався до підпільного руху в лавах Армії Крайової.
Після війни, з 1945 року, вивчав скульптуру в Академії образотворчих мистецтв у Кракові під керівництвом Ксаверія Дуніковського та Станіслава Пославського. Закінчив 1950 р., назавжди залишившись у Кракові.
У 1951 році почав працювати в Національному музеї в Кракові. Був членом музейної комісії художньої оцінки та оцінки, а після створення Майстерні відновлення художніх промислів став її керівником.
З 1954 року він був активним членом Асоціації польських художників і дизайнерів, неодноразово був комісаром регіональних виставок, особливо виставок «Скульптура року». Запрошувався на багато всеукраїнських та міжнародних пленерів і виставок.
У 1954 році одружився з Геленою Пушкарською. Мав двох дочок: Марію та Варвару.
Помер у Кракові 1 лютого 1980 року